# Андухар, Хорхе
Хорхе «Коке» Андухар Морено (исп. Jorge Andújar Moreno; 26 апреля 1987, Мадрид) — испанский футболист, защитник клуба «Леванте».

## Карьера
Коке начинал свою карьеру в «Райо Вальекано». Тогда команда находилась в третьей по силе испанской лиге. Он стал важной частью команды и через три года помог ей получить повышение. Ещё через три года его клуб занял пятую строчку в Сегунде и попал в плей-офф. Коке помог клубу выиграть стыковые матчи и «Райо Вальекано» вернулся в Примеру. Однако в межсезонье игрок сменил клуб. Он подписал четырёхлетний контракт с одним из сильнейших клубов лиги, «Севильей».
31 июля 2016 года Коке перешёл в немецкий клуб «Шальке 04». Коке дебютировал в Бундеслиге 1 апреля 2017 года в ничейном матче 1-1 с Боруссией Дортмунд в Рурском дерби. Он забил свой первый гол за Шальке спустя 15 дней, сравняв счет в матче против Дармштадта.
В январе 2018 года Коке отправился в аренду на полгода в «Леванте».

## Карьера в сборной
В 2002 году Коке провёл один матч за сборную Испании до 16 лет.

## Достижения
«Севилья»
- Победитель Лиги Европы (3): 2013/14, 2014/15, 2015/16